# 勾欄
勾欄，又作勾闌或構欄、游棚、腰棚、樂棚等，是宋元戲曲在城市中的主要表演場所。勾欄一詞於南北朝劉宋段國《沙州記》：「吐谷渾於河上作橋，謂之河房，長一百五十步，勾欄甚嚴設。」（北魏酈道元《水經注·河水二》引《沙州記》記作鉤欄），本為彎延曲折的欄杆，並沒有伎院或教坊的意思。宋代則稱俳優棚為勾欄。單位為「座」，一間瓦子瓦舍可能有複數的勾欄，大瓦子可容納五十多座勾欄。作為綜合商業的城市空間，瓦舍勾欄的盛行與里坊制的崩壞有密切關聯。
原意欄杆、為了隔離行人的勾欄在唐代已經與歌舞有關。由於古代的妓院也是表演歌舞的地方，藝妓如歌妓、舞妓等不一定提供性服務，如《金瓶梅》之李瓶兒被稱為勾欄中人，或《瓶外卮言》所謂杭州瓦子巷之類言詞，均無性交易或性服務得指代。 明代以後又把妓院叫作勾欄。
宋朝的大城市內的勾欄，可供藝人演出雜劇及講史、諸宮調、傀儡戲、影戲、雜技等等，可容納觀眾數千人。根據孟元老《東京夢華錄》記載，其實勾欄的外型與方形木箱無異，四周圍以板壁。為了宣傳，有些勾欄門首會懸掛“旗牌、帳額、神幀、靠背”等裝飾物。勾欄內部則設有戲台和觀眾席。戲台是三面敞開的，而三面的觀眾席則是階梯式，防止前排的觀眾遮擋後排觀眾的視線。
有些勾欄表演時間、地點固定，甚至藝人、節目都固定不變。流動的勾欄又作勾肆、游棚、遙棚、棘盆、露臺、樂棚、綵棚、綵樓等，分布京城各角落。隨勾欄流動演出的藝人被稱作「路歧人」，表演被稱為「打野呵」。由於臨時的勾欄容易損壞，元朝的《南村輟耕錄》曾記載倒塌、壓死觀眾的不幸事情，所以以磚木結構的廟台慢慢開始取代了勾欄。